# Велика Солина
Велика Солина (хорв. Velika Solina) — населений пункт у Хорватії, у Сисацько-Мославинській жупанії у складі міста Глина.

## Населення
Населення за даними перепису 2011 року становило 69 осіб.
Динаміка чисельності населення поселення:

## Клімат
Середня річна температура становить 10,68 °C, середня максимальна – 25,15 °C, а середня мінімальна – -6,06 °C. Середня річна кількість опадів – 1010 мм.
| Клімат поселення                              | Клімат поселення | Клімат поселення | Клімат поселення | Клімат поселення | Клімат поселення | Клімат поселення | Клімат поселення | Клімат поселення | Клімат поселення | Клімат поселення | Клімат поселення | Клімат поселення | Клімат поселення |
| Показник                                      | Січ.             | Лют.             | Бер.             | Квіт.            | Трав.            | Черв.            | Лип.             | Серп.            | Вер.             | Жовт.            | Лист.            | Груд.            |                  |
| Середній максимум, °C                         | 7,07             | 8,80             | 13,22            | 17,50            | 21,99            | 25,15            | 24,20            | 23,48            | 19,95            | 15,17            | 9,19             | 5,44             |                  |
| Середня температура, °C                       | 0,50             | 2,24             | 6,67             | 10,94            | 15,42            | 18,59            | 20,27            | 19,55            | 16,02            | 11,23            | 5,25             | 1,51             |                  |
| Середній мінімум, °C                          | −6,06            | −4,32            | 0,10             | 4,37             | 8,86             | 12,02            | 16,33            | 15,62            | 12,08            | 7,30             | 1,34             | −2,43            |                  |
| Норма опадів, мм                              | 62               | 60               | 70               | 82               | 86               | 96               | 90               | 92               | 95               | 97               | 102              | 78               |                  |
| Середньомісячна швидкість вітру, м/с          | 1.70             | 1.84             | 2.25             | 2.12             | 1.98             | 1.80             | 1.75             | 1.60             | 1.60             | 1.68             | 1.73             | 1.75             |                  |
| Середньомісячна сонячна радіація, кДж/м²·день | 4258             | 7012             | 10610            | 15077            | 19290            | 21297            | 22447            | 19502            | 14289            | 8927             | 4732             | 3470             |                  |
| --------------------------------------------- | ---------------- | ---------------- | ---------------- | ---------------- | ---------------- | ---------------- | ---------------- | ---------------- | ---------------- | ---------------- | ---------------- | ---------------- | ---------------- |
| Джерело:                                      |                  |                  |                  |                  |                  |                  |                  |                  |                  |                  |                  |                  |                  |